# UltraStar
UltraStar est un jeu vidéo musical gratuit, clone de SingStar. Il est disponible pour les plates-formes Windows, Mac et Linux. C'est un jeu de karaoké, qui se joue à l'aide d'un microphone.
Le jeu peut prendre en charge deux micros simultanément. Il suffit pour cela que le joueur dispose soit de deux cartes son, soit d'un doubleur de prise micro.

## Chansons
Le jeu n'est distribué qu'avec un extrait du titre Superstar de Jamelia. C'est ensuite à l'utilisateur d'y incorporer les morceaux qu'il souhaite chanter par le biais de fichiers texte.
Il est également possible d'attacher à chaque titre une image de présentation, une image de fond ou une vidéo.

## Habillage
L'apparence du jeu est entièrement configurable et des skins sont téléchargeables sur internet.

## Performous
Performous est une plateforme de jeu de rythme libre contenant le chant, la basse, la guitare, la batterie et la danse dans un seul et même jeu. Le projet a été créé en octobre 2006 comme une réécriture du jeu de Karaoké Ultrastar mais utilisant le langage C++ et visant les plateformes de type Linux. L'ajout des autres éléments de jeu était planifié depuis des années et en 2009 les premières fonctionnalités de type Band ont été ajoutées à l'occasion de la participation de Performous à l'Assembly. Quelques mois plus tard les fonctionnalités de danse ont été ajoutées, qui font de Performous le premier jeu à combiner toutes ces modalités de jeu.
Le projet est historiquement connu en tant qu'Ultrastar-NG, mais le nom a été changé à la version 0.3 par anticipation de l'ajout des nouveaux instruments et pour éviter de laisser croire que Performous est un fork d'Ultrastar. Le rendu graphique est également basé sur OpenGL depuis la version 0.3 et ceci pour bénéficier de hautes performances sur des machines plus lentes du moment que ces dernières ont le support d'OpenGL. Performous supporte également un grand nombre de formats vidéo pour agrémenter les phases de jeu.

### Chant
Cette partie du jeu est majoritairement un karaoké mais avec un calcul des points et un retour en temps réel. Le gameplay est similaire au jeu Singstar : le jeu analyse la hauteur de voix de chaque joueur et accorde des points si ce dernier chante à la même hauteur que le chanteur original. Afin d'aider les joueurs, les notes originales, les paroles ainsi que la hauteur de la hauteur de voix des chanteurs sont affichées à l'écran pendant que le morceau est joué.
Performous ne vise pas à devenir une copie de Singstar, mais plutôt à implémenter et expérimenter de nouvelles techniques comme par exemple le défilement horizontal des notes à chanter ainsi qu'un affichage précis en temps réel sous forme d'onde de ce que les joueurs chantent. Ceci permet au joueur une expérience de jeu unique.
Performous utilise une Transformée de Fourier rapide (FFT) combiné à un traitement avancé pour détecter la hauteur de note chanté. Ce système est capable de détecter correctement la hauteur de voix même dans un environnement avec beaucoup de bruit ou acquis avec un microphone de faible qualité.
Le jeu essaye de détecter les microphones les plus communément utilisées dans ce type de jeu et s'il n'en trouve aucun essaye de trouver le plus probable.
Les morceaux peuvent être fournis au jeu au format Ultrastar ou Frets on Fire. Performous est également livré avec un outil nommé ss_extract qui permet de convertir les DVD Singstar au format Ultrastar. Une dizaine de morceaux libre sont disponibles au téléchargement sur le site internet du projet.

### Danse
Le gameplay est similaire à Dance Dance Revolution ou StepMania : le joueur danse en essayant de reproduire le plus précisément possible les pas de danse affichés à l'écran sur le tapis de danse. Les morceaux doivent être compatible avec le format Stepmania.

### Instruments
Le gameplay est similaire à Guitar Hero ou Rock Band : une guitare ou une batterie factice est utilisée et le joueur doit jouer le plus précisément possible une partition simplifiée affichée à l'écran.
Pour la partie basse et guitare le jeu essaye de deviner ce que le joueur veut plutôt que de comparer l'accord le plus proche. Ceci permet de jouer beaucoup plus facilement les passages rapides. Les Hammer-ons et pull-offs (HOPOs) sont également pris en compte dans cette analyse. Si le joueur veut jouer une note d'une façon normale mais vient à en faire un HOPO par accident juste avant, le moteur du jeu va automatiquement détecter ce cas de figure et annuler le HOPO de telle façon à ce qu'aucune erreur ne soit produite. Ces petits ajustements de gameplay sont faits pour améliorer la jouabilité. La précision temporelle est néanmoins utilisée pour calculer les scores ; ainsi réussir à jouer toutes les notes n'est pas forcément suffisent pour avoir le score maximum.
Performous détecte n'importe quel périphérique Guitar Hero ou Rock Band. Optionnellement le clavier de l'ordinateur peut être utilisé comme guitare à la façon de Frets on Fire. Les morceaux ont besoin d'être dans le format Frets on Fire. Un morceau comprenant la basse, la batterie, la guitare et une voix est actuellement en test et librement téléchargeable.
De plus il est également possible d'utiliser une batterie midi avec Performous.

### Assembly Summer 2009
'Performous Band', une version simplifiée du jeu contenant uniquement les fonctionnalités de type Band (guitare, basse et batterie), a participé au concours de développement de jeu de l'Assembly. La présentation a été faite avec une vidéo préenregistrée mais comprenant de sérieux problème de synchronisation audio/vidéo même si le jeu en lui-même ne souffre pas de tel problème. En raison de Copyright et du manque de morceaux librement utilisables à l'époque, une partie de la démonstration a dû être totalement muette. Le jeu a terminé à la 12e place avec 642 points.